# Genesee County (Michigan)
Genesee County ist ein County im US-Bundesstaat Michigan. Der Verwaltungssitz (County Seat) ist Flint. Das U.S. Census Bureau hat bei der Volkszählung 2020 eine Einwohnerzahl von 406.211 ermittelt.

## Geographie
Das County liegt im Osten der Unteren Halbinsel von Michigan und hat eine Fläche von 1682 Quadratkilometern, wovon 25 Quadratkilometer Wasserfläche sind. Es grenzt an folgende Countys:
| Saginaw County    |                   | Tuscola County |
| Shiawassee County |                   | Lapeer County  |
|                   | Livingston County | Oakland County |

Das County wird vom Office of Management and Budget zu statistischen Zwecken als Flint, MI Metropolitan Statistical Area geführt.

## Geschichte
Das Genesee County wurde 1835 aus Teilen des Lapeer, des Saginaw County und des Shiawassee County gebildet. Benannt wurde es nach dem Genesee County in New York, der ehemaligen Heimat der ersten Siedler in diesem Gebiet.

Das Wort Genesee stammt aus der Sprache des Seneca-Volkes und bedeutet etwa Schönes Tal.
Ein Ort im County hat den Status einer National Historic Landmark, das frühere Verwaltungsgebäude Durant-Dort Carriage Company Office, von dem William Durant sein Unternehmen führte. 68 Bauwerke und Stätten des Countys sind insgesamt im National Register of Historic Places eingetragen (Stand 23. November 2017).

## Demografische Daten

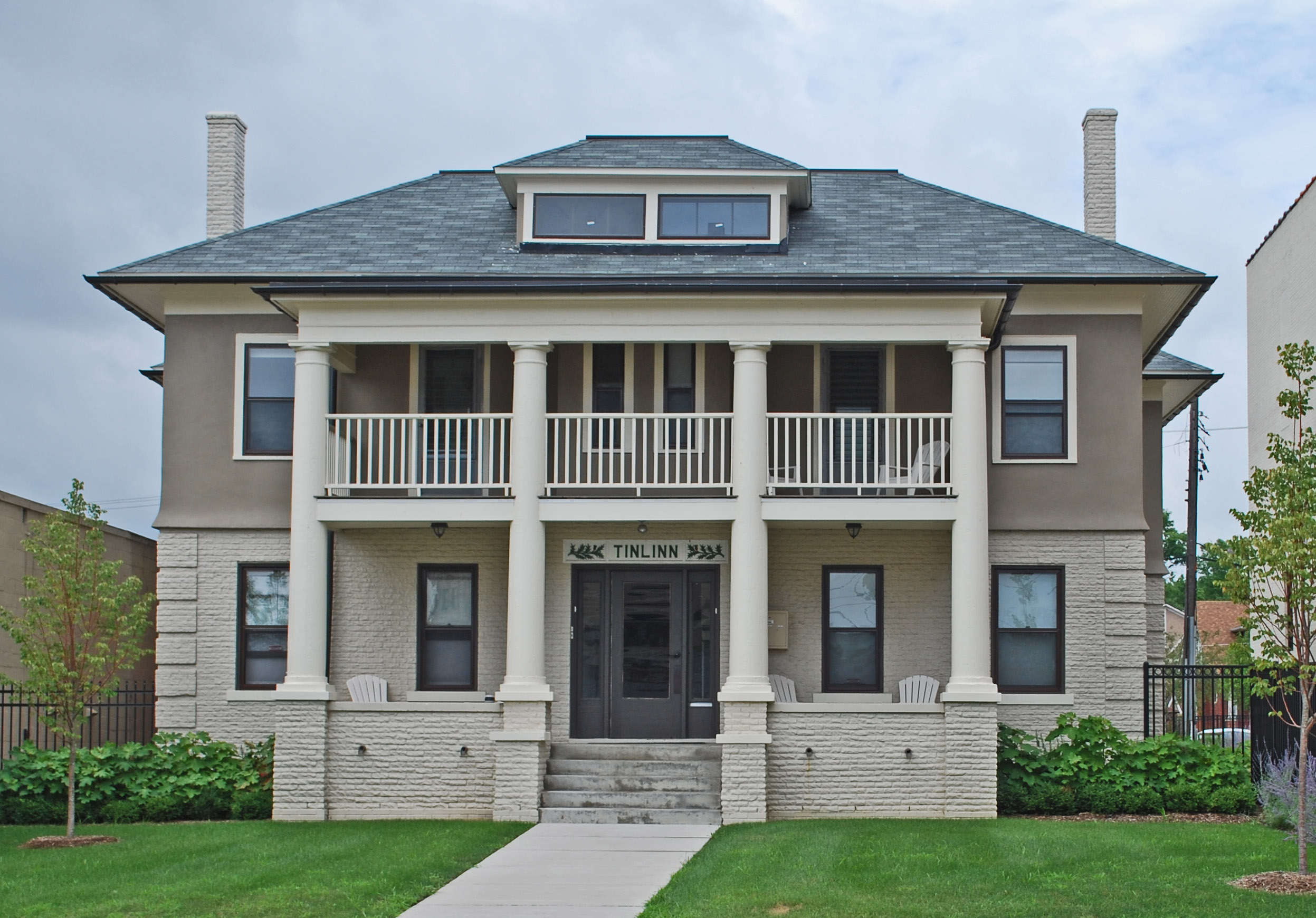
Tinlinn Apartments, gelistet im NRHP

Nach der Volkszählung im Jahr 2000 lebten im Genesee County 436.141 Menschen in 169.825 Haushalten und 115.990 Familien. Die Bevölkerungsdichte betrug 263 Einwohner pro Quadratkilometer. Ethnisch betrachtet setzte sich die Bevölkerung zusammen aus 75,29 Prozent Weißen, 20,37 Prozent Afroamerikanern, 0,55 Prozent amerikanischen Ureinwohnern, 0,81 Prozent Asiaten, 0,02 Prozent Bewohnern aus dem pazifischen Inselraum und 0,78 Prozent aus anderen ethnischen Gruppen; 2,18 Prozent stammten von zwei oder mehr Ethnien ab. 2,33 Prozent der Bevölkerung waren spanischer oder lateinamerikanischer Abstammung, die verschiedenen der genannten Gruppen angehörten.
Von den 169.825 Haushalten hatten 33,7 Prozent Kinder unter 18 Jahren, die bei ihnen lebten. 47,4 Prozent waren verheiratete, zusammenlebende Paare, 16,3 Prozent waren allein erziehende Mütter und 31,7 Prozent waren keine Familien. 26,6 Prozent waren Singlehaushalte und in 9,0 Prozent lebten Menschen im Alter von 65 Jahren oder darüber. Die Durchschnittshaushaltsgröße lag bei 2,54 und die durchschnittliche Familiengröße bei 3,07 Personen.
27,4 Prozent der Bevölkerung waren unter 18 Jahre alt. 8,9 Prozent zwischen 18 und 24 Jahre, 29,7 Prozent zwischen 25 und 44 Jahre, 22,4 Prozent zwischen 45 und 64 Jahre und 11,6 Prozent waren 65 Jahre oder älter. Das Durchschnittsalter betrug 35 Jahre. Auf 100 weibliche kamen statistisch 92,6 männliche Personen. Auf 100 Frauen im Alter von 18 Jahren und darüber kamen 88,5 Männer.

Das jährliche Durchschnittseinkommen eines Haushalts betrug 41.951 USD, das Durchschnittseinkommen einer Familie 50.090 USD. Männer hatten ein Durchschnittseinkommen von 44.255 USD, Frauen 27.418 USD. Das Prokopfeinkommen betrug 20.883 USD. 10,2 Prozent der Familien und 13,1 Prozent der Bevölkerung lebten unterhalb der Armutsgrenze.

## Städte und Gemeinden
Citys
| - Burton - Clio - Davison - Fenton | - Flint - Flushing - Grand Blanc - Linden | - Montrose - Mount Morris - Swartz Creek |

Villages
| - Gaines - Goodrich - Lennon1 | - Otisville - Otter Lake2 |

1 – teilweise im Shiawassee County

2 – teilweise im Lapeer County

Townships
- Argentine Township
- Atlas Township
- Clayton Township
- Davison Township
- Fenton Charter Township
- Flint Charter Township
- Flushing Charter Township
- Forest Township
- Gaines Charter Township
- Genesee Charter Township
- Grand Blanc Charter Township
- Montrose Charter Township
- Mount Morris Township
- Mundy Township
- Richfield Township
- Thetford Township
- Vienna Charter Township